# Sparfloxacina
La  sparfloxacina è un antibiotico che appartiene alla classe dei chinoloni di terza generazione. Il composto è dotato di un ampio spettro d'azione contro i batteri Gram-positivi e Gram-negativi e viene utilizzato nel trattamento di infezioni delle vie respiratorie, in particolare bronchiti croniche e polmoniti.

## Farmacodinamica
La molecola è dotata di un ampio spettro di azione, molto simile a quello della ciprofloxacina, e risulta efficace nei confronti di diversi batteri Gram–positivi e Gram–negativi. Come tutti i chinoloni la sparfloxacina agisce inibendo in modo selettivo i due tipi di enzima topoisomerasi, la DNA–girasi (conosciuta anche come topoisomerasi II) e la topoisomerasi IV.
Questi due enzimi sono fondamentali per la cellula batterica, regolando i processi di duplicazione, trascrizione e riparazione dell'acido deossiribonucleico (DNA) nei batteri. La topoisomerasi IV agisce separando la caratteristica doppia catene di DNA che deve essere replicato (cioè duplicato), prima della divisione cellulare batterica. La DNA girasi è invece responsabile del superavvolgimento del DNA: quest'ultimo processo è fondamentale affinché la molecola possa essere fatta rientrare nelle cellule di nuova formazione. Il blocco di entrambi gli enzimi porta quindi alla morte del batterio.
I chinoloni penetrano con facilità all'interno delle cellule e pertanto sono spesso utilizzati per trattare alcuni patogeni intracellulari, come ad esempio la Legionella pneumophila ed il Mycoplasma pneumoniae.

## Farmacocinetica
A seguito di somministrazione per via orale la sparfloxacina è facilmente assorbita dal tratto gastrointestinale e la biodisponibilità orale assoluta raggiunge il 92%. Dopo l'assunzione di una singola dose di 400 mg per os la concentrazione plasmatica di picco (Cmax) è pari a 1.3 (±0.2) µg/mL.
L'assorbimento orale della sparfloxacina non viene alterato dalla contemporanea assunzione di latte o cibo. 
La penetrazione del fluorchinolone a livello cutaneo e dei tessuti molli è buona e viene raggiunta in poche ore. 
La concentrazione di picco nei liquidi infiammatori è buona (1,3 microgrammi/ml) e viene raggiunta dopo circa 5 ore dalla somministrazione.
L'antibiotico raggiunge anche un'eccellente penetrazione nei leucociti polimorfonucleati umani, in vitro. 
La sparfloxacina si distribuisce bene anche in molti altri fluidi e tessuti biologici, come per altro dimostrato dall'ampio volume di distribuzione, pari a 3.9 (±0.8) L/kg. La molecola a livello dei tessuti respiratori (mucosa dei seni nasali, parenchima polmonare, mucosa bronchiale, ecc.) raggiunge delle concentrazioni elevate, spesso da 3 a 6 volte superiori rispetto a quelle che si possono misurare nel plasma. Le stesse elevate concentrazioni si registrano nei macrofagi alveolari. Studi eseguiti sui conigli hanno messo in luce che l'antibiotico penetra molto bene, raggiungendo concentrazioni elevate, nell'umor vitreo, nella cornea e nel cristallino.

Il legame con le proteine plasmatiche è basso e variabile dal 37 al 45% circa.
La sparfloxacina viene metabolizzata nel fegato e trasformata in metaboliti glucoronidati. L'eliminazione dall'organismo avviene sia attraverso l'emuntorio renale (50% circa) che attraverso le feci (50%). In soggetti con una normale funzionalità renale circa il 10% di una dose assunta viene eliminato in forma immodificata.

## Usi clinici
La sparfloxacina trova indicazione nel trattamento di diverse infezioni sostenute da batteri Gram-negativi, in particolare nelle infezioni delle vie respiratorie, sinusiti acute, polmoniti acquisite in comunità e nelle riacutizzazioni di bronchiti croniche (da Chlamydia pneumoniae, Haemophilus influenzae, Haemophilus parainfluenzae, Klebsiella pneumoniae, Moraxella catarrhalis, Mycoplasma pneumoniae o Streptococcus pneumoniae).

## Effetti collaterali e indesiderati
In alcuni pazienti trattati con sparfloxacina è stato segnalato un incremento dell'intervallo QT. Inoltre in soggetti che contemporaneamente assumevano altri antiaritmici (disopiramide e amiodarone) si sono verificate delle torsioni di punta. 
Durante il trattamento con sparfloxacina si possono verificare reazioni avverse di fototossicità, di intensità variabile da moderata a grave. Queste reazioni si caratterizzano per la comparsa di sensazione di bruciore cutaneo, arrossamento, edema, comparsa di eruzioni cutanee o vescicole, intenso prurito, dermatiti. Le reazioni da fototossicità si possono verificare durante e fino a 5 giorni dal termine del trattamento, sia in seguito di esposizione a luce solare (diretta o indiretta), 
sia dopo esposizione a luce ultravioletta di origine artificiale (ad esempio lampade solari).
La molecola, così come altri chinoloni, può comportare l'insorgenza di convulsioni in soggetti che hanno già una storia personale di epilessia o di fattori predisponenti alle convulsioni (ad esempio pregressi traumi cranici o ischemie cerebrali, encefalopatia multivascolare).

## Controindicazioni
La sparfloxacina è controindicata nei soggetti con ipersensibilità nota al principio attivo, ad altre molecole della classe dei chinoloni, oppure ad uno qualsiasi degli eccipienti contenuti nella formulazione farmaceutica. È inoltre controindicata in individui in trattamento antiaritmico con farmaci che possono determinare un allungamento dell'intervallo QTc per il rischio di insorgenza di gravi aritmie, talvolta fatali. (chinidina, procainamide, sotalolo ed altri composti).
Nelle persone affetta da nefropatie occorre una diminuzione del dosaggio

## Dosi terapeutiche
Nei soggetti adulti con funzionalità renale normale il dosaggio raccomandato di sparfloxacina è di 200 mg due volte al giorno, come dose di attacco, seguiti da una dose di 200 mg, in singola somministrazione giornaliera, come dose di mantenimento. Il periodo di trattamento consigliato è normalmente di 10 giorni. La sparfloxacina può essere assunta, indifferentemente, a digiuno oppure a stomaco pieno.